# Helma Sanders-Brahms
Helma Sanders-Brahms (20 de noviembre de 1940, Emden, Alemania - 27 de mayo de 2014, Berlín) fue una directora de cine, guionista, productora y actriz alemana. 

## Biografía
Nacida en Baja Sajonia, estudió actuación luego alemán e inglés. Primero trabajó en la televisión y luego se formó como directora de cine con Sergio Corbucci y Pier Paolo Pasolini con quienes hizo un gran número de películas a menudo por encargo de la televisión alemana. 
Saltó a la fama durante el período del Nuevo cine alemán como una de las máximas representantes de la generación de postguerra. En Gran Bretaña, es quizás la más conocida por Shirin's Wedding. También participó en el proyecto Lumière y compañía. 
Su película más famosa fue Alemania, madre pálida que se proyectó en el Festival de cine de Berlín siendo nominada para un Oso de Oro del festival de Berlín.
En 1982, fue miembro del jurado en el 32º Festival Internacional de Cine de Berlín.
En 1997 filmó Mein Herz niemandem sobre la relación del poeta Gottfried Benn y Else Lasker-Schüler
Era sobrina tataranieta del compositor Johannes Brahms, su película Geliebte Clara trato el triángulo amoroso entre Robert Schumann, Brahms y Clara Schumann protagonizada por Martina Gedeck.
Fue miembro de la Academia de las Artes de Berlín y recibió la Orden de las Artes y las Letras francesa.

## Filmografía selecta
- Unter dem Pflaster ist der Strand (1975)
- Das Erdbeben in Chili, TV Film (1975)
- Germany, Pale Mother (1980)[6]
- Die Berührte (1981)
- Flügel und Fesseln (1985)
- Laputa (1986)
- Apple Trees (1992)
- Mein Herz – niemandem! (1997)
- Geliebte Clara (2008)

## Libros
- Gottfried Benn und Else Lasker-Schüler, Rowohlt Berlin 1997, ISBN 3-499-22535-2

- Die Erfüllung der Wünsche. Elefanten Press, Berlín 1995, ISBN 3-88520-544-0.

- Deutschland, bleiche Mutter. Reinbek 1980, ISBN 3-499-14453-0

## Otras lecturas
- Helma Sanders-Brahms Bibliography (via UC Berkeley)
- Brigitte Tast Helma Sanders-Brahms (Düsseldorf 1980) ISBN 3-88842-108-X.
- Knight Julia Women and the New German Cinema (London 1992: Verso) ISBN 0-86091-352-X